# Capparis sclerophylla
Capparis sclerophylla là một loài thực vật có hoa trong họ Capparaceae. Loài này được Iltis & Cornejo mô tả khoa học đầu tiên năm 2005.